# Discula lyelliana
Discula lyelliana е изчезнал вид коремоного от семейство Hygromiidae.